# SMS Scharfschütze
SMS Scharfschütze – austro-węgierski niszczyciel z początku XX wieku. Piąta jednostka typu Huszár. Okręt wyposażony w cztery opalane węglem kotły parowe typu Yarrow.
Dowódcą niszczyciela od lipca 1914 do 1917 roku był Polak, Bogumił Nowotny.
18 października 1914. r. okręt uczestniczył w wypadzie czterech austro-węgierskich kontrtorpedowców przeciwko Antivari (obecnie Bar). W wyniku ostrzału zostały zniszczone wagony kolejowe oraz magazyny.
24 maja 1915 r. okręt wziął udział w rajdzie na Porto Corsini, który za zadanie miał zniszczyć znajdujące się w porcie okręty wojenne oraz składy i urządzenia portowe. Ze względu na brak możliwości zawrócenia w szerokim tylko na 60 m kanale prowadzącym do portu, „Scharfschütze” wpłynął do tego kanału rufą. Podczas forsowania rufą tego liczącego 1200 m długości kanału, niszczyciel był ostrzeliwany przez okopaną piechotę oraz artylerię nadbrzeżną i polową. Niestety, w porcie nie było żadnych okrętów wojennych, a tylko dwa stare żaglowce, które zostały zatopione ogniem dział niszczyciela. Po wykonaniu zadania „Scharfschütze” wycofał się z portu  bez strat w ludziach.
26 lipca 1915 r. okręt razem z małymi krążownikami "Novarsa" i "Spaun", niszczycielem "Uskoke" i torpedowacami nr 76, 79 i 75 oraz 6 łodziami latającymi wziął udział w akcji przeciwko włoskiemu wybrzeżu. W tej akcji „Scharfschütze” ostrzelał most kolejowy oraz magazyny, które stanęły w płomieniach.
Największą akcją bojową okrętu był udział w I bitwie w Cieśninie Otranto. 22 grudnia 1916 roku o godzinie 21:30 razem z SMS „Dinara”, „Réka” i „Velebit” zaatakowały trawlery blokujące sieciami Cieśninę Otranto. Austro-węgierskim niszczycielom udało się zmusić je do porzucenia sieci. Jak się później okazało, ocaliły w ten sposób zaplątany w nich okręt podwodny U-38.  Po ataku na trawlery „Scharfschütze” skierował się ku kolejnej grupie okrętów zbliżających się do miejsca starcia. Były to francuskie niszczyciele „Protet”, „Commandant Bory”, „Dehorter” i „Boutefeu”, do których dołączyły wkrótce „Casque” oraz „Commandant Rivière”. Ten zespół okrętów należących do Marine nationale zmusił okręty austro-węgierskie do odwrotu do bazy. Wycofujący się „Scharfschütze” trafił o 21:48 (według danych francuskich 21:52) dwoma pociskami francuski okręt „Commandant Riviere”.
Okręt przetrwał I wojnę światową i po jej zakończeniu został przekazany Włochom. Złomowany w 1920 roku.